# Лемелервелд
Лемелервелд (нід. Lemelerveld) — село в нідерландській провінції Оверейсел. Входить до муніципалітету Далфсен.
Його площа становить 21,43 км², а населення станом на 2021 рік складало 4 740 осіб.

## Галерея

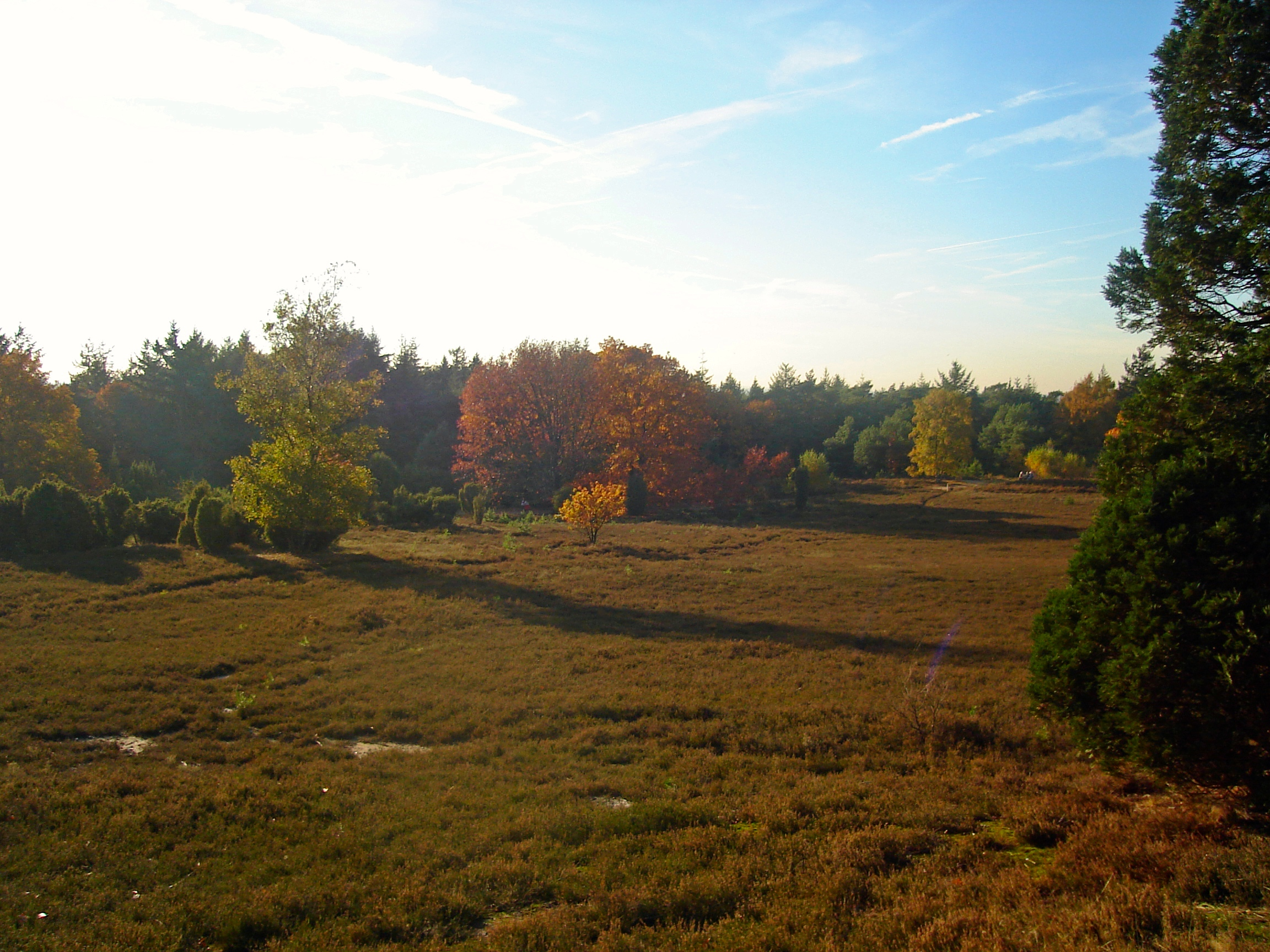
Природа поруч із селом
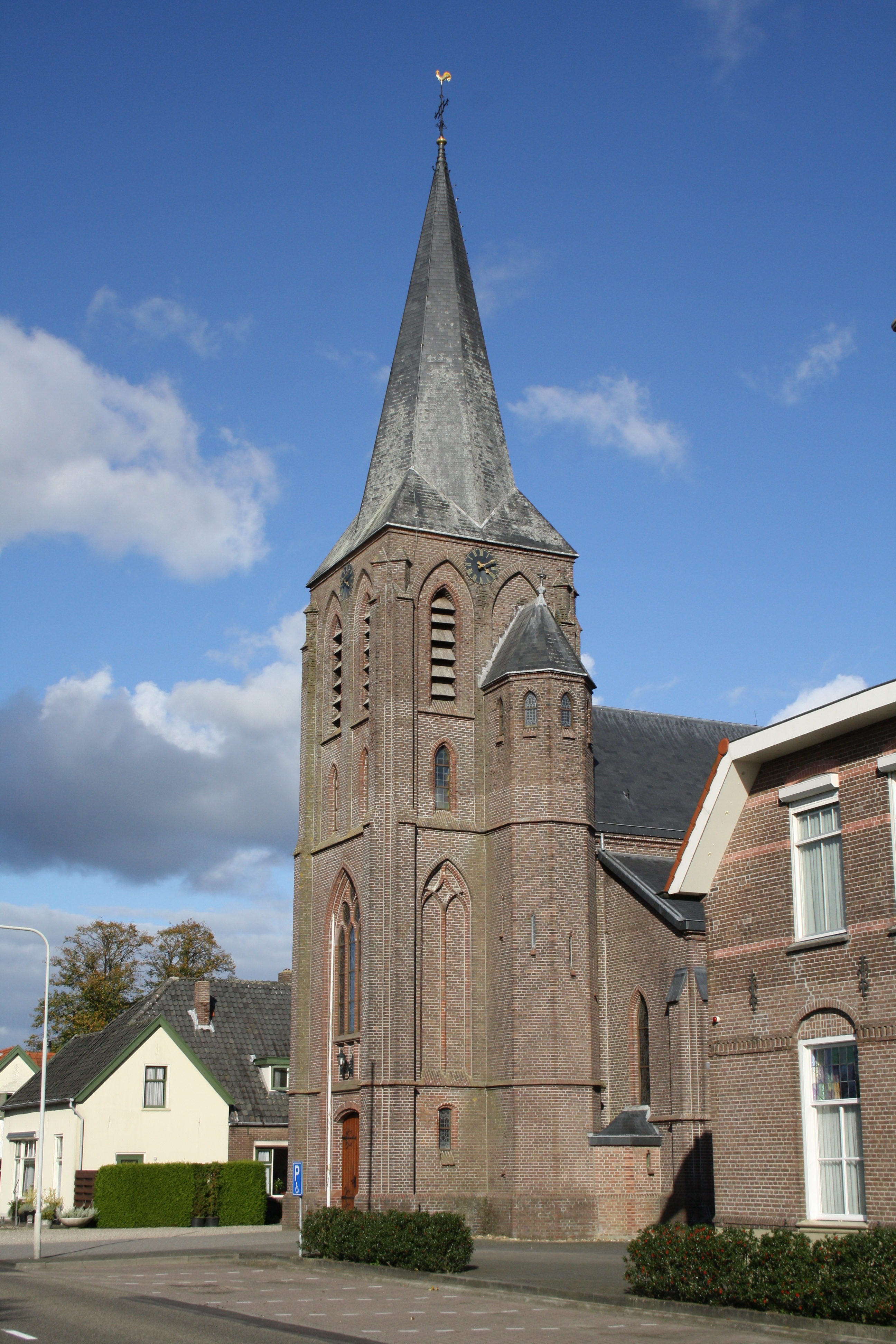
Церква у Лемелервелді
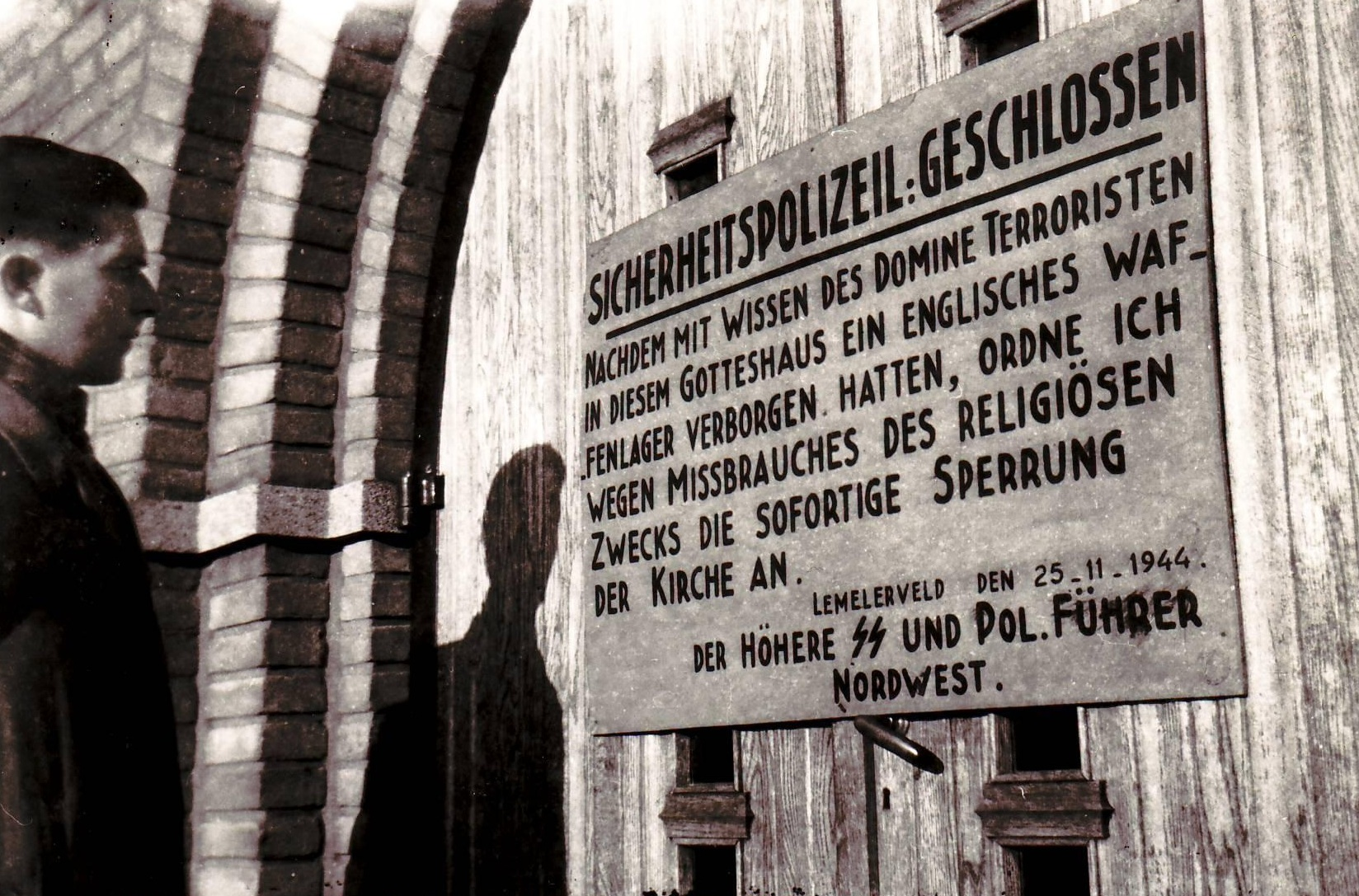
Оголошення про закриття церкви (1944 рік)